# Yuki Fuji
Yuki Fuji (født 7. maj 1981) er en japansk fodboldspiller.
Han har spillet for flere forskellige klubber i sin karriere, herunder Tokushima Vortis, Giravanz Kitakyushu og FC Gifu.